# Tetramerium wasshausenii
Tetramerium wasshausenii är en akantusväxtart som beskrevs av T.F. Daniel. Tetramerium wasshausenii ingår i släktet Tetramerium och familjen akantusväxter. Inga underarter finns listade i Catalogue of Life.